# Horvátország javasolt világörökségi helyszínei
Horvátország területéről eddig tíz helyszín került fel a világörökségi listára, tizenöt helyszín a javaslati listán várakozik a felvételre.
| Megnevezés                                                                                     | Kép | Típus      | Kritérium          | Év   | Link |
| ---------------------------------------------------------------------------------------------- | --- | ---------- | ------------------ | ---- | ---- |
| Zára püspöki székhely                                                                          |     | kulturális | I, II, III, IV, VI | 2005 | 157  |
| Ston történelmi városképe                                                                      |     | kulturális | I, III, IV, V      | 2005 | 160  |
| Eszék vára                                                                                     |     | kulturális | I, IV, VI          | 2005 | 161  |
| Varasd történelmi központja és óvárosa valamint Varasd vára                                    |     | kulturális | I, III, IV, VI     | 2005 | 162  |
| Nagytábor vára                                                                                 |     | kulturális | IV                 | 2005 | 1167 |
| Lónyamező Természeti Park                                                                      |     | Vegyes     | -                  | 2005 | 2012 |
| Velebit-hegy                                                                                   |     | természeti | VII, VIII, IX, X   | 2005 | 2013 |
| Split történelmi központja és Diocletianus palotája (kiterjesztés)                             |     | kulturális | I, II, III, IV, V  | 2005 | 2015 |
| Lubenice                                                                                       |     | kulturális | V                  | 2005 | 2017 |
| Primošten szőlővidék                                                                           |     | kulturális | V, VI              | 2007 | 5102 |
| Blacai remeteség                                                                               |     | kulturális | II, V              | 2007 | 5103 |
| Motovun városa                                                                                 |     | kulturális | II, IV             | 2007 | 5104 |
| Korčula történelmi városa                                                                      |     | kulturális | II, III, IV, V     | 2007 | 5105 |
| Kornati Nemzeti Park és Telašćica Természeti Park                                              |     | természeti | VII, VIII, X       | 2007 | 5106 |
| A római limes horvátországi szakasza Bulgária, Horvátország, Románia és Szerbia közös jelölése |     | kulturális | II, III, IV        | 2020 |      |